# Sypanie Kopca Kościuszki
Sypanie Kopca Kościuszki – obraz olejny namalowany przez polskiego malarza Jana Nepomucena Bizańskiego w 1838, znajdujący się w zbiorach Galerii Sztuki Polskiej XIX wieku w Sukiennicach, będącej oddziałem Muzeum Narodowego w Krakowie.

## Opis
Historyczno-alegoryczny obraz Bizańskiego przedstawia uroczystość rozpoczęcia sypania kopca poświęconego Tadeuszowi Kościuszce, która miała miejsce 16 października 1820 w Krakowie, na której widoczne są wszystkie stany z podzielonej przez zaborców Rzeczypospolitej.
W centrum obrazu widoczny jest świerk osadzony do wyznaczenia osi i promienia kopca oraz moment święcenia ziemi z pól bitewnych insurekcji kościuszkowskiej (1794). Ogromny tłum zajmuje całe Wzgórze św. Bronisławy; na pierwszym planie kilkudziesięcioosobowa grupa osób symbolizuje zjednoczenie i zaangażowanie wszystkich Polaków w sprawę sypania kopca: kobiety, mężczyźni, młodzież, ludzie w kwiecie wieku, starcy, dzieci, szlachta, chłopi, mieszczanie, inteligenci, wojskowi, Żydzi i zakonnicy. Na prawo od centrum obrazu widoczna jest włoska śpiewaczka operowa Angelica Catalani ubrana w różową suknię, przed którą ustawiono niewielką taczkę naładowaną ziemią, oraz zwrócony ku niej i ubrany w brązowy surdut prawdopodobnie duński rzeźbiarz Bertel Thorvaldsen – oboje przebywali wówczas w stolicy Wolnego Miasta Krakowa. W głębi, w centrum widoczny jest generał Franciszek Paszkowski z taczką, ubrany w mundur wojskowy i bikorn. Dopełnieniem obrazu jest apoteoza Tadeusza Kościuszki i trzy kręgi dymu z salw honorowych milicji krakowskiej, symbolizujących rozbiory.